# Georg Ficke
Georg Ficke (* 25. Dezember 1911 (andere Quellen 1912) in Bremerhaven; † 24. Oktober 1964 in Bremen) war ein Bremer Pädagoge, Politiker (SPD) und Mitglied der Bremer Bürgerschaft.

## Biografie

### Bis 1945
Ficke besuchte das Gymnasium und studierte danach Erziehungswissenschaften an der Universität Hamburg. Seit 1936 war er als Lehrer in Bremen-Huchting tätig. Er wurde 1936 Mitglied im NS-Lehrerbund und 1938 in der NSV und war von Oktober 1938 – Juni 1939 Blockhelfer.  Am 18. Dezember 1939 beantragte er die Aufnahme in die NSDAP und wurde zum 1. Februar 1940 aufgenommen (Mitgliedsnummer 7.496.948).
Nach seinem Militärdienst im Zweiten Weltkrieg (seit 1939) kehrte er 1942 als schwerkriegsbeschädigter Oberleutnant zurück. Er wurde wieder im Schuldienst eingesetzt.

### Nach 1945
1948 wurde er als nicht betroffen entnazifiziert. Als Lehrer war er an verschiedenen Schulen tätig und von 1952 bis 1964 Schulleiter an der Schule Schaumburger Straße. 1949 wurde er Mitglied im Verein bremischer Lehrer und Lehrerinnen und war ab 1952 Vorsitzender des Vereins. 1956 wurde er in der Gewerkschaft Erziehung und Wissenschaft (GEW) Vorsitzender des Landesverbandes Bremen. Ficke war nach dem Krieg Mitglied der SPD. Am 23. Oktober 1959 wurde er in die Bremer Bürgerschaft gewählt. Er war Mitglied der Bildungsdeputation. Er stand in Opposition zum mächtigen SPD-Fraktionsvorsitzenden Richard Boljahn. Während einer Dienstfahrt zu einer Gewerkschaftssitzung verunglückte er 1964 bei einem Eisenbahnunglück tödlich.